# Арамејци
Арамејци су један од семитских народа, који је живео у Месопотамији, то јест на подручју данашњег Ирака, Сирије, Ирана и дела Турске.

## Историја
Кроз древну историју у више наврата су имали своју државу, док се нису стопили с околним народима. У византијско доба још је на Блиском истоку већински део народа говорио арамејским језиком, који се поступно развио у облик који се у науци обично назива старосиријски језик са своја два различита писма.
Према Светом писму, Арамејци су потомци трећег сина Нахора, Аврамовог брата (Пост.22: 20,21).
Арамејци су по вероисповести хришћани (већина припада Сиријској оријентално-православној цркви), а државе које су настале након пада Византије, а након тога и Османског царства, углавном су већински исламске. Арамејци су кроз историју били у подређеном положају као мањина, тако да су често насилно исламизовани, док су други као хришћани наставили да живе у својим крајевима, а део је емигрирао на запад. Данас Арамејаца, или тачније речено припадника ових цркава арамејскога језика, има по целом свету. 